# Embarcadero Technologies
Embarcadero Technologies – firma produkująca oprogramowanie informatyczne. Została założona w październiku 1993 roku przez Stephena Wonga i Stuarta Browninga. Od 2015 roku jej właścicielem jest Idera. 
Firma wprowadziła na rynek narzędzie bazodanowe dla Sysbase DBA – Rapid SQL. Rapid SQL udostępnił administratorom baz danych intuicyjny międzyplatformowy interfejs maskujący zasadnicze zawiłości bazodanowe, przez co stały się one znacznie łatwiejsze do zarządzania. Obecnie Embarcadero oferuje szeroką gamę międzyplatformowych narzędzi bazodanowych obejmujących cały cykl życia baz danych - od etapu ich modelowania poprzez tworzenie i optymalizowanie, po administrowanie oraz łączenie/migrowanie danych wewnątrz lub pomiędzy różnymi bazami, włączając w to bazy Oracle, Microsoft SQL Server, IBM DB2, Sybase i MySQL. 
- W kwietniu 2000 roku Embarcadero Technologies została zanotowana na indeksie giełdowym NASDAQ
- W listopadzie firma przejęła GDPro
- W październiku 2005 firma przejęła Ambeo
- W lipcu 2007 roku firma Embarcadero została przejęta przez Thoma Cressey Bravo.
- W czerwcu 2008 roku firma Embarcadero przejęła CodeGear (dawny dział kompilatorów Borlanda)

Główna siedziba firmy Embarcadero znajduje się w San Francisco. Posiada biura w Toronto, Melbourne, Monachium, Maidenhead (Wielka Brytania) i w Iași (Rumunia).
Firma posiada roczny dochód 60 milionów dolarów i zatrudnia ponad 270 pracowników.

## Produkty Embarcadero
- Rapid SQL (grudzień 1993)
- DBArtisan (kwiecień 1994)
- ER/Studio (marzec 1996)
- Change Manager (marzec 1999)
- Performance Center (marzec 2001)
- DT/Studio (grudzień 2001)
- Schema Examiner (październik 2006)